# Фрињано
Фрињано је насеље у Италији у округу Казерта, региону Кампанија.
Према процени из 2011. у насељу је живело 8487 становника. Насеље се налази на надморској висини од 33 м.

## Становништво
| 1951. | 1961. | 1971. | 1981. | 1991. | 2001. | 2011. |
| ----- | ----- | ----- | ----- | ----- | ----- | ----- |
| 6.652 | 7.082 | 7.429 | 8.097 | 8.556 | 8.599 | 8.733 |